# WrestleMania Backlash 2021
WrestleMania Backlash (2021) was de 16e professioneel worstel-pay-per-view (PPV) en WWE Network evenement van Backlash dat georganiseerd werd door WWE voor hun Raw en SmackDown brands. Het evenement vond plaats op 16 mei 2021 in het Yuengling Center in Tampa, Florida, gehost en uitgezonden vanuit de WWE ThunderDome. Dit was het eerste evenement dat plaats vond in het Yuengling Center, vanuit de ThunderDome. Hiervoor hebben andere evenementen (met tv-programma's Raw en SmackDown) plaats gevonden in het Tropicana Field in Saint Petersburg, Florida voor 4 maanden lang.

## Productie

### Verhaallijnen
Bij het evenement WrestleMania 37 behield Bobby Lashley zijn WWE Championship door een overwinning op Drew McIntyre. Op de aflevering van Raw, na WrestleMania, zei Lashley's manager MVP dat niemand Lashley kon verslaan. McIntyre onderbrak MVP en wilde nog een kans voor het WWE Championship. Daarna kwamen Braun Strowman en Randy Orton tevoorschijn en verklaarden respectievelijk dat hun een match wilde voor het WWE Championship. WWE Official Adam Pearce organiseerde een Triple Threat match tussen Stroman, McIntyre en Orton en dat de winnaar van die match tegen Bobby Lashley gaat voor het WWE Championship op WrestleMania Backlash. McIntrye won. Op 26 april 2021, bij een aflevering van Raw, daagde Strowman McIntyre uit voor een match met als toevoeging dat als Strowman won, dat hij toegevoegd werd aan de wedstrijd tussen McIntyre en Lashley op WrestleMania Backlash. Strowman won de match, dus was de match een Triple Threat match voor het WWE Championship op WrestleMania Backlash.
Bianca Belair won het SmackDown Women's Championship van Sasha Banks op WrestleMania 37. De week er na op SmackDown, hadden de Street Profits (Angelo Dawkins en Montez Ford) een kampioensviering gehouden voor Belair. Later kwam Bayley tevoorschijn en daagde Belair uit voor de titel. In de aflevering van 23 april 2021 op SmackDown, werd vervolgens een wedstrijd tussen Belair en Bayley voor het SmackDown Women's Championship gepland voor WrestleMania Backlash.
Op WrestleMania 37 won Rhea Ripley het Raw Women's Championship van Asuka. Op de aflevering van Raw, na WrestleMania, kreeg Asuka haar herkansingswedstrijd voor het kampioenschap, maar de wedstrijd leverde geen winnaar op door een tussenkomst van Charlotte Flair, die haar terugkeer maakte en Asuka aanviel. De week erna, op Raw, had Flair een match tegen Asuka, maar verloor dankzij een afleiding door Ripley. Flair was woedend en reageerde het af op een scheidsrechter. Adam Pearce had Flair geschorst en beboete haar met 100.00 dollar, maar een andere WWE Official Sonya Deville, had haar schorsing weggehaald nadat Flair haar excuses aanbood op Raw. Op 3 mei 2021, aflevering van Raw, werd er weer een wedstrijd gepland tussen Asuka en Ripley voor het Raw Women's Championship voor WrestleMania Backlash. Deville gaf Flair echter een kans om een voorstel te doen en na het horen van de zaak van Flair, voegde Deville Flair toe aan de kampioenschapswedstrijd om er een triple threat match er van te maken.
Op 16 april 2021, aflevering van SmackDown, pochte Roman Reigns, samen met Paul Heyman en Jey Uso, over zijn overwinning op de tweede avond van WrestleMania, voordat hij onderbroken werd door Cesaro. Voordat Cesaro sprak, verlaatte Reigns, Heyman en Jey de ring. Later in de aflevering confronteerde Cesaro Pearce en Deville over een non-title match in de Main Event van de aflevering. In plaats van dat Cesaro tegen Reigns ging, ging hij tegen Jey Uso in de Main Event. Cesaro won de match door diskwalificatie, omdat Seth Rollins Cesaro aanviel. Op 7 mei 2021, op Throwback SmackDown, kondigde WWE Hall of Famer en oud General Manger van SmackDown, Teddy Long, aan dat Cesaro het ging opnemen tegen Seth Rollins met als toevoeging dat als Cesaro won, hij een match kreeg voor het WWE Universal Championship op WrestleMania Backlash. Cesaro won dankzij een interferentie van Jey Uso en een terugkerende Jimmy Uso en kreeg zijn match respectievelijk.

## Matches
| Nr. | Match                                                            | Winnaar(s)                  | Opmerkingen                                                                | Bron   |
| --- | ---------------------------------------------------------------- | --------------------------- | -------------------------------------------------------------------------- | ------ |
| 1p  | Sheamus vs. Ricochet                                             | Sheamus                     | Een-op-een match.                                                          | [ 18 ] |
| 2   | Rhea Ripley (c) vs. Asuka vs. Charlotte Flair                    | Rhea Ripley                 | Triple Threat match voor het WWE Raw Women's Championship                  | [ 18 ] |
| 3   | Dolph Ziggler & Robert Roode (c) vs. Rey & Dominik Mysterio      | Rey & Dominik Mysterio (nc) | Tag team match voor het WWE SmackDown Tag Team Championship.               | [ 18 ] |
| 4   | Damian Priest vs. The Miz (met John Morrison)                    | Damian Priest               | Lumberjack match.                                                          | [ 18 ] |
| 5   | Bianca Belair (c) vs. Bayley                                     | Bianca Belair               | Een-op-een match voor het WWE SmackDown Women's Championship.              | [ 18 ] |
| 6   | Bobby Lashley (c) (met MVP) vs. Drew McIntyre vs. Braun Strowman | Bobby Lashley               | Triple Threat match voor het WWE Championship.                             | [ 18 ] |
| 7   | Roman Reigns (c) (met Paul Heyman) vs. Cesaro                    | Roman Reigns                | Een-op-een match voor het WWE Universal Championship. Reigns won door TKO. | [ 18 ] |